# Toreby
Toreby är en bebyggelse i Harestads socken i Kungälvs kommun i Västra Götalands län. SCB avgränsade här en småort från 1995 till 2015, då SCB ändrade metoden för att ta fram småortsstatistik varvid Toreby inte längre avgränsade en småort. 2023 klassades bebyggelsen åter som en småort.